# Tierra Santa
Tierra Santa est un groupe de heavy metal espagnol, originaire de La Rioja. Il est formé en 1997 par Ángel, Arturo, Roberto, Iñaki, et Tomy. Ils sont considérés comme Iron Maiden de la scène metal espagnole. En février 2008, le groupe annonce sur son site officiel qu'il cessera toutes activités musicales ; il se reforme en 2010.

## Biographie
Le groupe est formé en 1991, et enregistre deux démos en 1993 et 1995 qui ne seront jamais publiées. Au début de 1996, le batteur et cofondateur Chuchy quitte le groupe. En 1997, le groupe se compose d'Ángel, Arturo, Roberto, Iñaki et Tomy sous le nom de Tierra Santa. Ils commencent par s'autoproduire avant de partir en tournée avec Avalanch et Mägo de Oz, et enregistrent progressivement leur premier album. En 1998, ils autoproduisent leur premier album, Medieval.
En 2003 sort l'album Indomable. En septembre 2004, le groupe publie un nouvel album, Apocalipsis ; le son s'oriente power metal et hard rock. L'album est bien accueilli par l'ensemble de la presse spécialisée,,,. En 2004, l'écrivain Rubén Parra y Martínez leur dédie son roman Mares de Leyenda, inspiré de leur morceau La canción del pirata.
Le 7 février 2008, le groupe annonce sur son site web cesser toute activité musicale. Le groupe revient cependant en 2010.
Le 4 mars 2014 sort l'album Esencia.

## Membres

### Membres actuels
- Ángel San Juan - chant, guitare solo
- Roberto Gonzalo - basse, chœurs
- David Carrica - batterie
- Juanan San Martín - claviers
- Eduardo Zamora - guitare rythmique

### Anciens membres
- Tommy - claviers
- Óscar - claviers
- Paco - claviers
- Iñaki - batterie
- Mikel - claviers
- Arturo - Guitare rythmique, chœurs

## Discographie

### Collaborations
- Luchando hasta el final (album de Zenobia avec la collaboration d'Ángel)
- Larga vida al Volumen Brutal (hommage à Barón Rojo)
- A Tribute to the Best (hommage à Iron Maiden)
- The Music Remains the Same (Led Zeppelin)
- Transilvania 666 (hommage à Iron Maiden)
- EL poder del deseo (album de Lujuria avec la collaboration d'Ángel)
- Meridiam (album de Meridiam avec la collaboration d'Ángel)